# 국립해양조사원
국립해양조사원(國立海洋調査院, Korea Hydrographic and Oceanographic Agency, KHOA)은 대한민국 해양수산부의 소속기관이다. 1996년 8월 8일 발족하였으며, 부산광역시 영도구 동삼동에 위치한다. 원장은 고위공무원단 나등급에 속하는 일반직공무원으로 보한다.

## 직무
- 해양조사, 해양관측 자료의 수집·분석·평가 및 해양예보
- 수로측량, 해도 등 수로도서지 간행 및 항해안전에 관한 업무
- 해양영토 획정을 위한 과학조사 및 동해 등 해양지명에 관한 업무
- 기후변화 대응, 해양재난 대책 및 해양에너지 개발 지원
- 해군작전 지원 및 해양과학기술 개발·연구에 관한 업무
- 요트 등 해양레저 이용 인프라 구축 및 해양정책 지원
- 해양조사장비의 검정에 관한 업무
- 국가해양관측망 설치·운영·관리 및 해양과학조사 자료 관리에 관한 업무

## 연혁
- 1949년 11월 1일: 해군본부 작전국에 수로과를 설치.
- 1953년 3월 20일: 수로과를 해군수로국으로 승격.
- 1957년 1월 1일: 국제수로기구(IHO) 정회원국으로 가입.
- 1963년 9월 1일: 교통부 소속 수로국으로 개편.
- 1965년 1월 5일: 서울 남창동 동양빌딩으로 청사 이전.
- 1967년 4월 25일: 목포출장소 설치.
- 1968년 12월 30일: 서울 충무로4가 일흥빌딩으로 청사 이전.
- 1970년 2월 13일: 해운국 표지과를 수로국에 편입. 수로국 각 출장소를 지방해운국 수로표지과로 이관.
- 1973년 10월 25일: 여수지방해운국 항로표지기지창을 수로국에 편입.
- 1979년 3월 23일: 표지과 및 항로표지기지창을 해운항만청으로 이관. 목포출장소 폐지.
- 1980년 6월 25일: 서울 중림동 대왕빌딩으로 청사 이전.
- 1986년 10월 29일: 인천 항동7가 1-17번지로 청사 이전.
- 1994년 12월 23일: 건설교통부 소속으로 변경.
- 1996년 8월 8일: 해양수산부 소속 국립해양조사원으로 개편.
- 2007년 1월 1일: 이어도 종합해양과학기지 및 소속 국가해양관측소를 인수.
- 2008년 2월 29일: 국토해양부 소속으로 변경.
- 2013년 3월 23일: 해양수산부 소속으로 변경.

## 조직

### 원장
| - 운영지원과 - 해양관측과 - 해양예보과 - 수로측량과 - 해도수로과 - 해양과학조사연구실 | - 남해해양조사사무소 - 동해해양조사사무소 - 서해해양조사사무소 |

## 같이 보기
- 해양조사선
  - 해양2000호
  - 바다로1호
  - 바다로2호
  - 바다로3호
  - 남해로호
  - 동해로호
  - 황해로호
  - 해양누리호
- 바다 갈라짐 현상